# A Passion Play
A Passion Play ist ein Konzeptalbum der britischen Progressive-Rock-Band Jethro Tull. Es ist das siebente Werk der Band und zugleich das sechste Studioalbum.

## Vorgeschichte
Zu Beginn des Jahres 1973 nahmen Jethro Tull aus steuerlichen Gründen in der Nähe von Paris im Château D’Herouville ein neues Album auf. Die Aufnahmen wurden aus technischen, produktionstechnischen und gesundheitlichen Gründen ein Fiasko. Die Aufnahmesessions wurden nicht beendet, die Band kehrte umgehend in das Vereinigte Königreich zurück. Die Aufnahmen wurden auch danach nicht fortgeführt. Stattdessen entschloss sich Jethro Tull zu einem Neuanfang. Dennoch bildeten einige der Songs dieser Aufnahmesessions die Basis von A Passion Play, vor allem die Musik betreffend. Auch die späteren Alben War Child und Minstrel in the Gallery enthalten Anteile aus diesen Aufnahmen. Die Aufnahmebänder wurden unter der scherzhaften Bezeichnung Château D’isaster-Tapes bekannt und erschienen 1988 zum Teil auf 20 Years Of Jethro Tull und umfangreicher 1993 auf Nightcap.

## Album
Als 1973 das Album A Passion Play erschien, kam es bis auf Platz 1 der US-Charts, obwohl es überwiegend schlechte Kritiken gab. Bemängelt wurde die angeblich diffuse Textführung und die gegenüber dem Vorgänger Thick As a Brick komplexere Musik und auch schwierigere Story. Thematisch handelt das komplett durchgängig laufende Album von Themen wie Wiedergeburt und ewigem Leben. Im surrealistischen Mittelstück wird in Form einer Fabel die Geschichte eines Hasen erzählt, der seine Brille verloren hat. Zahlreiche Tiere bemühen sich um Hilfe, bis dem Hasen einfällt, dass er eine Ersatzbrille hat. Sprecher der Fabel ist Jeffrey Hammond-Hammond, der sie auch zusammen mit Anderson und Evan verfasst hatte.

## Titelliste

### Originalausgabe
Seite A:
A Passion Play, Part I   (21:36)
Seite B:
A Passion Play, Part II  (23:32)

### MFSL Gold-Version
1. Lifebeats   (1:13)
2. Prelude   (2:13)
3. The Silver Cord   (4:29)
4. Re-Assuring Tune   (1:11)
5. Memory Bank   (4:19)
6. Best Friends   (1:58)
7. Critique Oblique   (4:37)
8. Forest Dance # 1   (1:34)
9. The Story Of The Hare Who Lost His Spectacles   (4:17)
10. Forest Dance # 2   (1:12)
11. The Foot Of Our Stairs   (4:17)
12. Overseer Overture   (3:59)
13. Flight From Lucifer   (3:57)
14. 10:08 From Paddington   (1:04)
15. Magus Perde   (3:55)
16. Epilogue   (0:42)